# Condado de Sanilac
El condado de Sanilac (en inglés: Sanilac County), fundado en 1822, es un condado del estado estadounidense de Míchigan. En el año 2000 tenía una población de 44.547 habitantes con una densidad de población de 18 personas por km². La sede del condado es Sandusky.

## Geografía
Según la oficina del censo el condado tiene una superficie total de 4118 km² (1590,0 mi²), de los que 2497 km² (964,1 mi²) son tierra y 1621 km² (625,9 mi²) (39,39%) son agua.

## Condados adyacentes
- Condado de Huron - norte
- Condado de Tuscola - oeste
- Condado de St. Clair - sur
- Condado de Lapeer - suroeste
- Condado de Huron - este

### Principales carreteras y autopistas
- Carretera estatal 19
- Carretera estatal 25
- Carretera estatal 46
- Carretera estatal 53
- Carretera estatal 81
- Carretera estatal 90

## Demografía
Según el censo del 2000 la renta per cápita media de los habitantes del condado era de 36.870 dólares y el ingreso medio de una familia era de 42.306 dólares. En el año 2000 los hombres tenían unos ingresos anuales 32.101 dólares frente a los 21.376 dólares que percibían las mujeres. El ingreso por habitante era de 17.089 dólares y alrededor de un 10,40% de la población estaba bajo el umbral de pobreza nacional.

## Lugares

### Ciudades
- Brown City
- Croswell
- Marlette
- Sandusky

### Villas
- Applegate
- Carsonville
- Deckerville
- Forestville
- Lexington
- Melvin
- Minden City
- Peck
- Port Sanilac

### Lugar designado por el censo
- Snover

### Municipios
| - Municipio de Argyle - Municipio de Austin - Municipio de Bridgehampton - Municipio de Buel - Municipio de Custer - Municipio de Delaware - Municipio de Elk | - Municipio de Elmer - Municipio de Evergreen - Municipio de Flynn - Municipio de Forester - Municipio de Fremont - Municipio de Greenleaf - Municipio de Lamotte | - Municipio de Lexington - Municipio de Maple Valley - Municipio de Marion - Municipio de Marlette - Municipio de Minden - Municipio de Moore | - Municipio de Sanilac - Municipio de Speaker - Municipio de Washington - Municipio de Watertown - Municipio de Wheatland - Municipio de Worth |